# Estadio de Atocha
Estadio de Atocha – nieistniejący stadion piłkarski w San Sebastián, funkcjonujący w latach 1913–1999. Wybudowany w 1913 roku na potrzeby Realu Sociedad, który w latach 1913–1993 rozgrywał na nim wszystkie swoje mecze w roli gospodarza.

## Historia
Estadio de Atocha to drugi w historii stadion Realu Sociedad, pierwszym był Estadio Ondarreta, położony w okolicy starego miasta San Sebastián. Później zespół przeniósł się do dzielnicy Eguia. Estadio de Atocha został zbudowany na terenie starego welodromu. Został zainaugurowany 5 października 1913 meczem pomiędzy Realem Sociedad a Athletic Bilbao, który zakończył się wynikiem 3:3. Autorem pierwszego gola na Atocha był ten sam zawodnik, który zdobył pierwszego gola na San Mamés, piłkarz Athletic Bilbao Rafael Moreno Aranzadi, nazywany również „Pichichi” – nagroda dla króla strzelców Primera División nosi to imię na jego cześć.
Na obiekcie odbył się jeden mecz reprezentacji Hiszpanii, miało to miejsce 28 stycznia 1923 roku (wygrana z Francją 3:0).
Ostatni gol w oficjalnym meczu na stadionie strzelił napastnik Realu Sociedad Oceano da Cruz, 13 czerwca 1993, w meczu ligowym z Teneryfą, który zakończył się wynikiem 3:1 dla miejscowych. Atocha był gospodarzem jednego spotkania reprezentacji Kraju Basków przeciwko Bułgarii w 1979 roku, a także dwóch spotkań reprezentacji Gipuzkoa w 1915 roku.
Od sezonu 1993/94 Real Sociedad gra na nowym stadionie Estadio Anoeta. Stary stadion Atocha zachował się jeszcze przez kilka lat, służąc jako boisko treningowe dla drużyny rugby, zanim został rozebrany w celu zbudowania osiedla mieszkaniowego.
Przez 40 lat były zawodnik Realu Sociedad, Amadeo Labarta, miał swój dom na stadionie.